# Xorides filiformis
Xorides filiformis är en stekelart som först beskrevs av Johann Ludwig Christian Gravenhorst 1829.  Xorides filiformis ingår i släktet Xorides, och familjen brokparasitsteklar. Arten är reproducerande i Sverige. Utöver nominatformen finns också underarten X. f. obscuripes.